# Redmond (Utah)
Redmond és una població dels Estats Units a l'estat de Utah. Segons el cens del 2000 tenia 788 habitants.

## Demografia
Segons el cens del 2000, Redmond tenia 788 habitants, 243 habitatges, i 202 famílies. La densitat de població era de 313,7 habitants per km².
Dels 243 habitatges en un 46,9% hi vivien nens de menys de 18 anys, en un 74,9% hi vivien parelles casades, en un 5,8% dones solteres, i en un 16,5% no eren unitats familiars. En el 14,8% dels habitatges hi vivien persones soles el 7% de les quals corresponia a persones de 65 anys o més que vivien soles. El nombre mitjà de persones vivint en cada habitatge era de 3,24 i el nombre mitjà de persones que vivien en cada família era de 3,64.
Per edats la població es repartia de la següent manera: un 36,4% tenia menys de 18 anys, un 9,9% entre 18 i 24, un 26% entre 25 i 44, un 17,6% de 45 a 60 i un 10% 65 anys o més.
L'edat mediana era de 28 anys. Per cada 100 dones de 18 o més anys hi havia 102 homes.
La renda mediana per habitatge era de 40.313 $ i la renda mediana per família de 41.875 $. Els homes tenien una renda mediana de 36.250 $ mentre que les dones 19.375 $. La renda per capita de la població era de 12.620 $. Entorn del 12,5% de les famílies i el 12,3% de la població estaven per davall del llindar de pobresa.

## Poblacions més properes
El següent diagrama mostra les poblacions més properes.